# Wittgensteins Neffe
Wittgensteins Neffe. Eine Freundschaft ist eine Erzählung von Thomas Bernhard aus dem Jahr 1982.
Thema ist Bernhards Freundschaft mit Paul Wittgenstein, Cousin von Ludwig Wittgenstein und Mitglied der reichen Wiener Industriellenfamilie Wittgenstein. Paul leidet an einer nicht näher spezifizierten Krankheit, die wiederholt Aufenthalte in der Psychiatrie zur Folge hat, während Bernhard selbst mit einem chronischen Lungenleiden kämpft.
Der Titel ist angelehnt an Diderots Werk Rameaus Neffe, dessen Protagonist ebenso wie Paul Wittgenstein im übermächtigen Schatten eines berühmten Verwandten steht.

## Inhalt
Laut Verlagsinformation von Suhrkamp führt Bernhard seine Autobiographie in fünf Bänden in der Darstellung seiner Freundschaft zu Paul Wittgenstein weiter, bezogen auf die Jahre 1967 bis 1979. Bernhard legt mit dem Untertitel den Schwerpunkt auf die Geschichte seiner Freundschaft mit Paul Wittgenstein.
Bernhard beginnt und verortet die Geschichte 1967 in seinem Aufenthalt im pulmologischen Krankenhaus auf der Baumgartner Höhe im Pavillon Hermann. Im gleichen Otto-Wagner-Spital in der psychiatrischen Klinik Am Steinhof siedelt er seinen Freund Paul Wittgenstein an, einen Neffen des bekannten Philosophen Ludwig Wittgenstein, unzufällig frei benannt im Pavillon Ludwig. Die Freundschaft bestand tatsächlich.
Zwölf Jahre hat Bernhard die Verarmung und Vereinsamung und das Sterben seines Freundes „beobachtet“, und seine Erzählung ist quasi das Requiem für diesen geworden.
„Humoreske oder doch ein Gleichnis? Die Kraft der Besessenheit zweier Künstler, völlig besessen von einer bestimmten Idee – die scheitert. Der doppelte Boden ist, dass zwei Menschen ein Ziel haben und alles andere diesem Ziel unterordnen, das ist doch das Wesen des Künstlers“, meint Marcel Reich-Ranicki. Das Ziel, der Artikel aus der Neuen Zürcher Zeitung, ist hier als Metapher zu sehen.

## Zitat
„Beide waren ganz und gar außerordentliche Menschen und ganz und gar außerordentliche Gehirne, der eine hat sein Gehirn publiziert, der andere nicht. Ich könnte sogar sagen, der eine hat sein Gehirn publiziert, der andere hat sein Gehirn praktiziert. Und wo liegt der Unterschied zwischen dem publizierten und dem sich fortwährend publizierenden Gehirn und dem praktizierten und sich fortwährend praktizierenden?“

## Bühnenfassung
Deutsche Erstaufführung einer Bearbeitung und Inszenierung von Patrick Guinand 2001 mit Toni Böhm und Hasija Boric am Volkstheater in Wien.

## Anmerkung
Mit dem Drama Ritter, Dene, Voss griff Bernhard 1986 die Verortung der psychiatrischen Klinik „Am Steinhof“ erneut auf.

## Ausgaben
- Wittgensteins Neffe – Eine Freundschaft. Erstausgabe. Suhrkamp Verlag, Frankfurt am Main 1982 (Bibliothek Suhrkamp, Band 788). Später: Suhrkamp Taschenbuch, 3842, ISBN 3-518-37965-8.
- Wittgensteins Neffe – Eine Freundschaft, gelesen von Thomas Holtzmann. 4 CDs, 236 Min. Hörverlag, ISBN 3-89584-951-0.